# Піднята цілина (фільм, 1939)
«Піднята цілина» (рос. Поднятая целина) — радянський художній фільм 1939 року, за однойменним романом російського письменника Михайла Шолохова.
Фільм розповідає про проведення колективізації на Дону, що проходить в гострих протиріччях та трудноахі. Прем'єра фільму відбулася 5 травня 1940 року. Режисер фільму: Юлій Райзман, в головних ролях зайняті артисти: Борис Добронравов — Давидов, Михайло Болдуман — Нагульнов, Володимир Дорофєєв — дід Щукар, Олександр Хованський — Майданников.

## Сюжет
У фільмі «Піднята цілина» зроблена екранізація першої частини роману Михайла Олександровича Шолохова «Піднята цілина» про колективізацію на Дону. У фільмі, як і в романі Шолохова, показані події на Дону в роки колективізації 1930-х років. У січні 1930 року хутір Гримучий Лог приїжджає проводити колективізацію колишній моряк, комуніст-двадцатип'ятитисячник, колишній працівник Ленінградського заводу, Семен Давидов. В хуторі він зустрічається і знайомиться з Макаром Нагульновим, керівником місцевого партійного осередку, з головою грем'ячинської сільради Андрієм Разметновим. Члени партії скликали збори грем'ячинського активу і бідноти. Присутні хуторяни записалися в колгосп і записали тих, кого треба розкуркулювати. Заможні хуторяни не прагнули в колгосп. В кінці лютого запис в колгосп припинився, в хуторі діяла ворожа сила. Збори колгоспників затвердив головою колгоспу комуніста Давидова, а завгоспом — Островнова. Надалі їм довелося боротися з недовірою «середняків», шкідництвом і безгосподарністю хуторян.
Фільм закінчується повідомленням, що після одного-двох років на полях колгоспу з'явилися машини, про які мріяв дід Щукар і сценами під музику композитора Георгія Свиридова обробки полів тракторами.

## У ролях
- Добронравов Борис Георгійович — Давидов
- Болдуман Михайло Пантелеймонович — Нагульнов
- Любов Калюжна — Лушка
- Володимир Дорофєєв — дід Щукар
- Олександр Хованський — Майданников
- Сергій Блинников — Банник
- Смирнов — Любишкін
- Микола Хрящиков — Разметнов
- Олександр Хохлов — Половцев
- Гавриїл Бєлов — Островнов
- Федір Селезньов — Атаманчуков
- Олена Максимова — Меланія Атаманчукова
- Михайло Дагмаров — Фрол Дамасков
- Олександр Пєлєвін — Тимофій Дамасков
- Леонід Волков — секретар Райкому
- Освальд Глазунов — Представник Крайкому
- Тетяна Баришева — секретарка Казимира Михайловича

## Знімальна група
- Сценарій: Михайло Шолохов, Сергій Єрмолінський
- Режисер: Юлій Райзман
- Оператори: Леонід Косматов, В. Ніколаєв
- Звукооператор: Володимир Богданкевич
- 2-й режисер: Мутанов
- Асистент: А. Суркова
- Монтажер: Е. Ладиженська
- Художники: Володимир Єгоров, М. Тиунов, Володимир Камський
- Композитор: Свиридов Георгій Васильович
- Звукооформлювач: Ладигіна
- Директор групи: Н. Владимиров
- Зам. директора: М. Морской